# لورا غيلر
لورا غيلر (بالإنجليزية: Laura Geller)‏ هي حاخامة أمريكية، ولدت في 1950.